# Élise Freinet

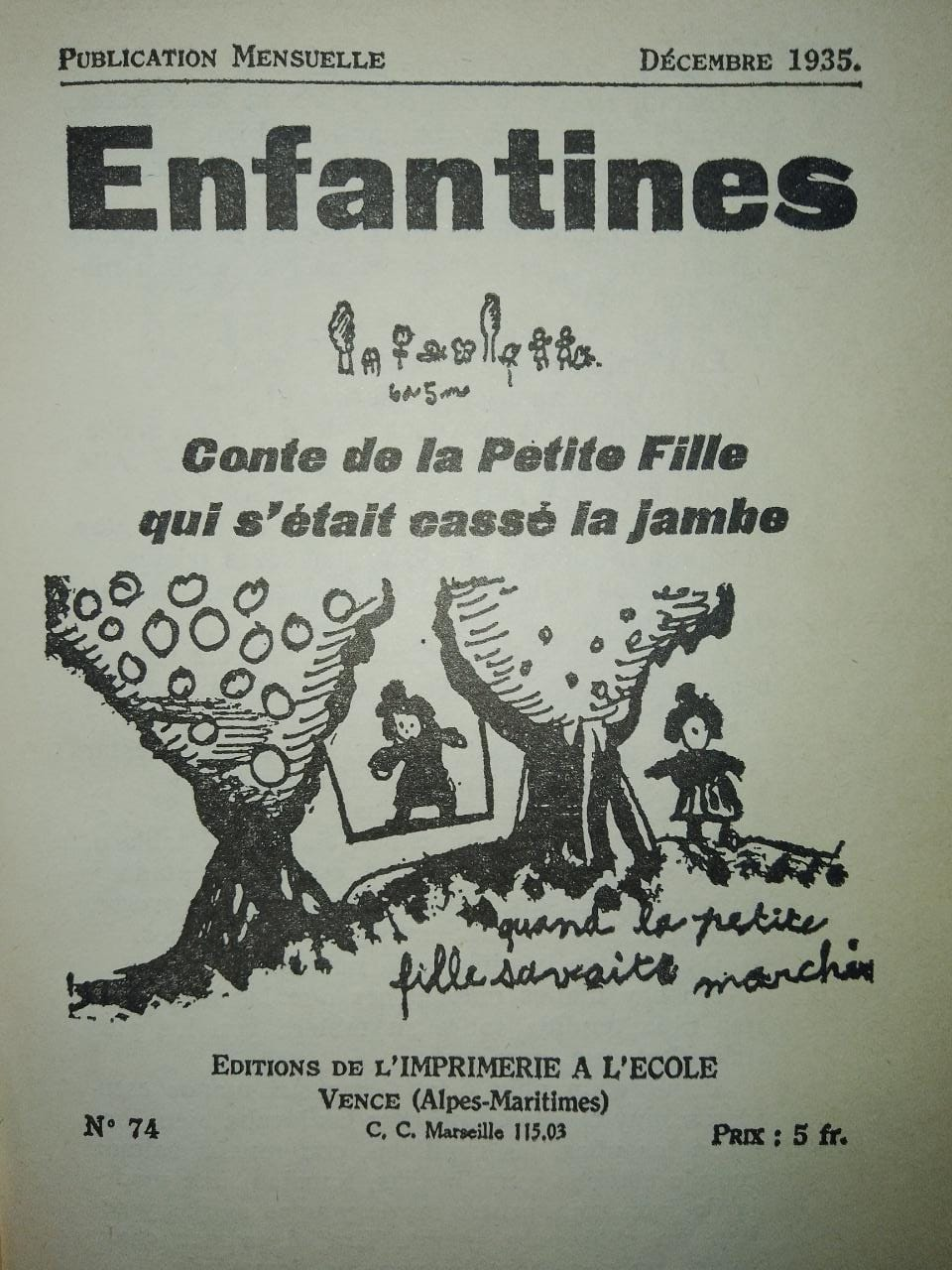
Esta portada proviene de las publicaciones realizadas por la escuela Freinet y es parte de las anécdotas contadas por Élise Freinet en su libro La Escuela Freinet. La autoría de esta obra le pertenece a Madeline Freinet, que lleva por título el Cuento de la niña que se había roto la pierna.

Élise Freinet (nacida Élise Lagier-Bruno; Pelvoux, 14 de agosto de 1898-Vence, 30 de enero de 1983) fue una artista, pedagoga y reformadora educacional francesa, cofundadora de la pedagogía Freinet junto a su esposo. Continuadora de la tarea, tras la muerte de Célestin, le sucedió como directora de la escuela de la localidad de Vence, creada en 1935.

## Biografía
Nacida en el seno de una familia de maestros en una pequeña localidad de los Altos Alpes, inició en 1916 su formación en la escuela normal de Gap donde obtuvo su titulación como maestra en 1920. Continuó su educación, esta vez en arte, en la academia parisina de pintura ABC, primero a distancia y a partir de 1925 presencialmente en la capital francesa.
Conoció a su futuro marido Célestin Freinet en 1925. Además de enriquecer y apoyar las acciones y pensamientos de Célestin, Élise aportó mucho al movimiento de la Escuela Moderna una dimensión original en el campo artístico. Así lo atestigua su libro escrito en 1964, L'Enfant artiste
Se casó con Celestin Freinet el 6 de marzo de 1926.
El matrimonio se estableció en Bar-sur-Loup. Élise de baja y sin sueldo, ilustró el libro Le Joug de la colección Le Livre Moderne Illustré por el que ganó el premio Gustave Doré en 1927.

Somos discípulos de Marx. Vemos la Naturaleza bajo otro aspecto más dialéctico, más materialista también. Sí, la naturaleza es durante las diferentes estaciones del año una fuente de joyas saludables y vigorizantes. Nos gusta a los ojos y en el alma, la amamos. En ella encontramos los instintos del animal del cual provenimos. La Naturaleza es benefactora. Sin embargo, no es unilateralmente buena.
Élise Freinet, L'Éducateur Prolétarien (15 de enero de 1939)

Entre 1934 y 1935, construyeron una escuela en una colina de Vence donde poder desarrollar sus innovaciones pedagógicas, el movimiento y la Cooperativa de Enseñanza Laica (posterior Instituto Cooperativo de Escuela Moderna). Tras la muerte de Célestin Freinet en octubre de 1966, Élise asumió la función de directora del Instituto Cooperativo de la Escuela Moderna (ICEM), en progresiva competencia con su propia hija y su yerno que acabarían heredando la gestión de la escuela Freinet de Vence.
Entre los años de 1950 y 1960 creó Le Musée d'Art Enfantin en Coursegoules
Murió a la edad de 84 años, el 30 de enero de 1983 en Vence, Francia.
Una explanada celebra su memoria y la de su marido en París, en Le Marais

## La visión de Élise

#### Art enfantin (arte infantil)
En su libro La Escuela Freinet (1977) Élise habla brevemente de sus aportaciones y aspiraciones "Yo me he ocupado siempre personalmente de la literatura infantil que nació con “La Gerbe” y “Les Enfantines” (o secciones de “La Gerbe”) de del dibujo libre, que tuvo a lo largo de los años un éxito total y aportó a nuestras escuelas proletarias las alegrías de una creación sin eclipses, siempre nueva y cuyas bellas imágenes daban un poco de luz y sol a todas las escuelas en las que se afanaban nuevos afiliados.También me ocupaba de la clasificación del fichero escolar cooperativo. Pretendía nada menos que introducir en la escuela la cultura bajo todas sus formas (literaria, científica, histórica, humana) y al alcance de los alumnos de primaria." 

#### Naturalismo
Élise, tras enfermarse de poliomielitis pulmonar grave en 1931,  implementó en la pedagogía infantil Freinet técnicas naturalistas, mostrando en cada una de ellas que los problemas de salud e higiene son inseparables de la educación. Este método fue considerado como una preparación para la vida, ya que el niño debía de crecer en un entorno especialmente adecuado,  bajo la premisa de la «exaltación de los potenciales vitales y mentales que residen en cualquier cuerpo fuerte y bien equilibrado».

#### Feminismo
Élise muestra una postura feminista dentro de algunas de sus obras, haciendo crítica al hombre y su narcisismo. Sin embargo, en otras se mostraría más optimista al respecto y cayendo la crítica ahora a la institución del matrimonio, señalando que este no garantiza la satisfacción de la necesidad de amor y ternura.

## Técnicas Freinet

#### La imprenta
Fue un medio para que el niño actuase, en el sentido intelectual y físico, permitió reactivar el interés escolar hacia algunas asignaturas pues favoreció el aprendizaje de la lectura y escritura, la ortografía y la correcta expresión escrita, el uso de la imprenta animaba a los niños a salir de la escuela y buscar las noticias en la comunidad o el contexto más próximo a la escuela,  de igual forma permitió llevar a la práctica la democratización de la escuela; abrió ante Freinet la personalidad psicológica y humana del niño en su devenir y en relación estrecha con su ambiente. La aparición de la imprenta fue sinónimo de la utilización de nuevas tecnologías y ayudó al desarrollo de otras técnicas como lo son: el texto libre, el dibujo libre, la correspondencia escolar, la biblioteca de trabajo o el fichero documental, entre otras. también se dio paso a las publicaciones escolares  
Desde entonces Freinet se orienta hacia la concepción de una pedagogía unitaria y dinámica que ligue al niño con su medio social.

#### Texto libre
Este método fue utilizado por Élise y Célestin en su estancia en Bar-sur-Loup. El cual permitía la libre expresión del niño y daba mayor libertad a su espontaneidad.
El método consistía en que el profesor y alumnos salían a dar paseos a los alrededores de su escuela permitiendo que los niños explorarán y se asombraran con lo visto a lo largo del camino, estas salidas eran denominadas como "clases-paseo"; estas clases permitían una unión entre la comunidad estudiantil. Al regresar al aula, cada niño comentaba los descubrimientos que obtuvo en el camino, y por medio de la elección de los niños se elegía el descubrimiento más sobresaliente y el profesor lo escribía en la pizarra y en algunas ocasiones los representaba con mímica.
Posteriormente, un grupo de alumnos se dirigían a la imprenta a producir el texto, mientras que el resto de alumnos lo escribían en sus cuadernos o en hojas de papel. Para finalizar, el niño hacía un dibujo libre, en el cual tenía que representar lo escrito y le daría un toque personal para así interiorizarse de una manera más fácil.
Algunas de las ventajas de este método son: 
- Aprendizaje natural de la lectura y escritura.

- Ejercicio progresivo de la memoria visual.

- Sentido permanente de la construcción de frases correctas.

#### Correspondencia escolar
Cuando comenzaron a trabajar con la impresión de sus relatos, comenzaron a formar un cuadernillo con todos los que se iban sumando, este fue denominado como "Libro de la Vida" o "Libro tornillo" como era nombrado por los estudiantes. Así es como pudieron conocer los trabajos realizados por otros compañeros de clases. 
Algunas de las ventajas de esta técnica son: 
- Ampliar el universo del niño.
- Ayuda a la motivación de actividades humanas.
- Ayuda a la unidad de trabajo y con el comportamiento dentro de la clase.

## Obras
Hay que hacer notar que Élise y Celestin utilizaban métodos pedagógicos muy diferentes, y que no se ha llegado a dilucidar la autoría real de muchas de las obras atribuidas a su marido. En este capítulo puede resultar orientadora la correspondencia entre Élise y Célestin, cruzada durante su separación al estallar la Segunda Guerra Mundial.
Entre las obras publicadas como suyas y en castellano, puede anotarse Nacimiento de una pedagogía popular: historia de la Escuela Moderna (1983) donde se describe y analiza fundamentalmente el quehacer de la escuela madre de la pedagogía Frein.et. Escribió 23 obras y 7 más en colaboración.
Otra de sus obras que se encuentran traducidas La Escuela Freinet donde Élise va desgranando, través de sus recuerdos y comentarios y de las reflexiones de Celestín en “L’Educateur Prolétarien”, cuanto sucede en la nueva escuela de Vence: de que modo se trabaja la expresión libre a través de los textos; los avances que se experimentan con el método natural de lectura y con el cálculo vivo; la organización de los distintos talleres y de los trabajos en el huerto y la granja; la correspondencia escolar  la biblioteca del trabajo;la importancia del juego y su relación con el trabajo; como se realiza la programación del tiempo; las actividades extra escolares; las dificultades de adaptación de los niños más problemáticos.
- Élise Freinet I [Volumen 1], [1896-1940]: Recuerdos de nuestra vida / Élise Freinet; [documentos reunidos y presentados por] Madeleine Freinet / Paris: Stock, 1997.
- El teatro libre / Élise Freinet / Cannes: Ediciones de la Escuela Moderna Francesa [impr. Aegitna], 1948.
- Nacimiento de una pedagogía popular / Élise Freinet / Cannes: Biblioteca de la escuela moderna, [1965? -]. La parte del maestro / Élise Freinet / Cannes: Ed. de la Escuela Moderna Francesa, 1951.
- La parte del maestro / Élise Freinet / Cannes: Ed. de la Escuela Moderna Francesa, 1951.
- La escuela Freinet, los niños en un medio natural / Élise Freinet / Paris: François Maspero, 1974.
- Salud infantil / Élise Freinet / Cannes: Ediciones de la escuela moderna, 1955.
- El artista infantil / Élise Freinet / Cannes: Robaudy Impr., [s.d.].
- La salud del niño / Élise Freinet / Gap: Ed. Ophrys, 1946.
- ¿Cuál es la parte del maestro? ¿Cuál es la parte del niño? / Élise Freinet / S. l: Impr. CEL, 1963.
- Itinerario de Célestin Freinet : Libertad de expresión en la pedagogía Freinet / Élise Freinet / París: Payot, DL 1977.
- Nacimiento de una pedagogía popular: historia de la C.E.L [Cooperativa de la educación Laica] / Élise Freinet / Cannes: Ed. de la Escuela Moderna Francesa, 1949.
- Nacimiento de una pedagogía popular II, Historia de la Escuela Moderna (técnicas Freinet) / Élise Freinet / Cannes: Biblioteca de la escuela moderna, DL 1965.[18]

Epónimo
Diversos colegios y escuelas llevan su nombre, tanto en Francia como en otros países del mundo.